# 周宏业
周宏业（1932年—），男，贵州贵阳人，中国铁道工程专家，曾任铁道部科学研究院研究员、博士生导师。